# كارلز بويكس
كارلز بويكس (بالإسبانية: Carles Boix Serra)‏ هو عالم سياسة إسباني، ولد في 29 يونيو 1962 في برشلونة في إسبانيا.